# Amparo López Jiménez
Amparo María López Jiménez, nota semplicemente come Amparo (Arahal, 12 marzo 1986), è un'ex giocatrice di calcio a 5 spagnola, di ruolo attaccante.

## Caratteristiche tecniche
Ricopre il ruolo di laterale, nel futsal con ottimi risultati, molto veloce e grazie alla buona tecnica. Ambidestra, oltre a essere preziosa sul fronte offensivo, è capace di mettersi al servizio della squadra in fase difensiva.

## Carriera

### Club
Ha debuttato nella prima squadra del Cajesur di Cordova dopo le giovanili nella squadra della sua città natale.
Nel 2012 passa alla Ternana Futsal in serie A, dove è presto diventata capitano e con cui ha ottenuto un quarto di finale play off nel 2013, una finale di Coppa Italia e la finale scudetto nel 2014. Nel giugno 2014 passa al Montesilvano calcio a 5 femminile con cui la stagione successiva vince lo scudetto. Sempre con il Montesilvano calcio 5 femminile vince nel gennaio 2016 la Supercoppa Italiana. Nel marzo 2018 vince la Coppa Italia con il Montesilvano: i cinque gol realizzati nel torneo le valgono i titoli di capocannoniere e di "Miglior giocatrice del torneo".

### Nazionale
Fa parte stabilmente della nazionale spagnola di calcio a 5, con cui ai mondiali che si sono disputati nel dicembre 2013 a Ciudad Real ha conquistato l'argento. Nell'estate del 2017 vince il "Torneo delle quattro Nazioni" con la maglia Nazionale.

## Palmarès
- Campionati italiani: 1
Montesilvano: 2015-16

Supercoppa italiana nel 2016/17
Coppa Italia col Montesilvano 2017/18